# Haila Mompié
Haila María Mompié González, née le 28 janvier 1974 à Amancio dans la province de Las Tunas à Cuba, connue sous le nom de Haila ou Haila Mompié, est une chanteuse cubaine.

## Biographie
Née le 28 janvier 1974 à Amancio, elle commence sa scolarité dans la musique à l'âge de neuf ans à Santiago de Cuba. À l'âge de 15 ans, sa famille s'installe à La Havane, mettant brusquement un terme à sa carrière.
Elle joue d'abord dans les groupes Septeto Tradición, Habana Son et Guajira Habanera, et en 1994 elle rejoint Bamboleo comme chanteuse principale du groupe.

## Discographie
- Haila (2001).
- Live (2002).
- Diferente (2004).
- Tal como soy (2008).
- Mala (2013).
- Cómo voy a decirte (2015).

### Participations
- The Gypsy Cuban Project
- Tony Succar · La India · Mimy Succar · Haila · Diego Giraldo - Sin Fronteras (2022)

## Source de la traduction
- (en) Cet article est partiellement ou en totalité issu de l’article de Wikipédia en anglais intitulé « Haila Mompié » (voir la liste des auteurs).